# SA-2 (Аполо)
SA-2 е вторият полет на Сатурн I, ракета-носител от американската програма Аполо, извършен на 25 април 1962 г. Ракетата е изстреляна в 15 часа 21 минути и 4 секунди Координирано универсално време от космодрума Кейп Канаверъл.

## Цели
Целите на SA-2 са били почти същите като тези на SA-1. В допълнение към тестване на ракетата и новите двигатели, SA-2 е предназначена и за проекта Highwater – експеримент: освобождаване на голямо количество вода в горните слоеве на атмосферата и изследване на неговите последствията от това.
За постигане на това, втората и третата степен е заредена с баласт от 109 000 литра вода. Когато ракетата е на височина 105 km ракетата е взривена. Така се изследват ефектите върху радиопредаването и промените в местните метеорологични условия.

## Полет
Както и при полет SA-1 и тази мисия е суборбитална. Полетът протича нормално и ракетата достига максимална височина от около 105 km (93 мили), достигайки максимална скорост от около 6000 км/ч (3700 mph).
В този момент (2 минути 2.56 секунди от старта) по команда от Земята ракетата е детонирана, както е планирано. По този начин се разпръсва водата. 5 секунди след експлозията наблюдателите от земята виждат ледени облаци, които се изкачват до височина от около 160 км.
Резервоарите на SA-2 са заредени експериментално с гориво 83 % от капацитета. Плискането, което възниква по време на първия полет в резервоарите за гориво не се случва, поради допълнително монтираните в тях на разделители (лопатки).